# Collezione Contini Bonacossi
La collezione Contini Bonacossi è una raccolta di pittura, scultura e arte applicata donata nel 1969 dagli eredi dei coniugi Contini Bonacossi alla Galleria degli Uffizi di Firenze.

## Storia

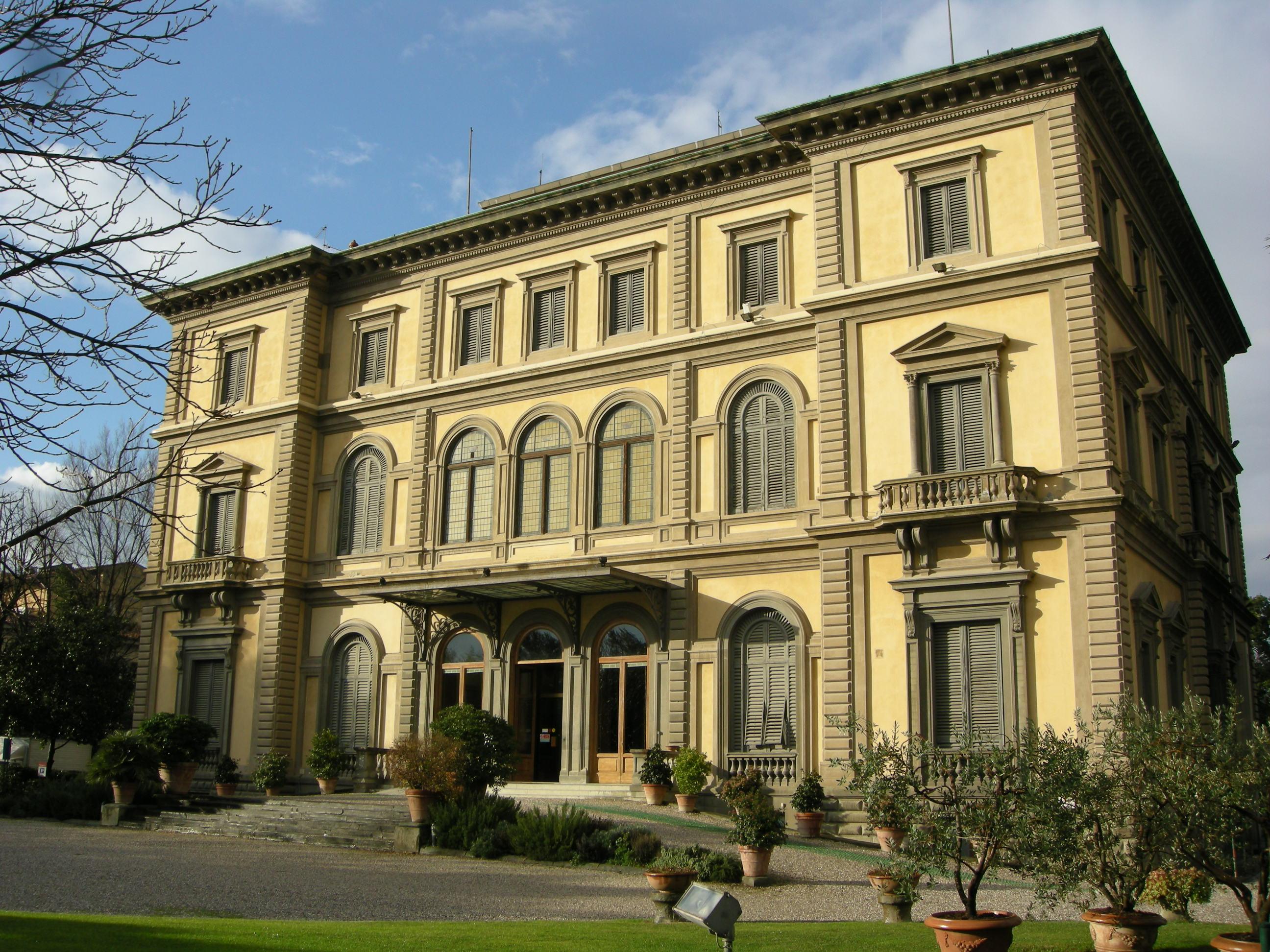
Villa Vittoria, sede originaria della collezione

Si tratta di parte delle opere d'arte della collezione privata del conte antiquario e collezionista Alessandro Contini Bonacossi (1878-1955) e della moglie Vittoria, donata allo Stato italiano nel 1969 da parte degli eredi.
Alessandro Contini Bonacossi venne nominato senatore a vita del Regno d'Italia da Benito Mussolini, in cambio Alessandro aveva promesso la sua collezione d'arte allo Stato, ritenendone tuttavia l'usufrutto a vita. Successivamente, fin dal 1945 i coniugi Contini Bonacossi avevano reiterato la loro intenzione di mantenere integra e donare l'intera loro collezione. Alessandro aveva pensato inizialmente allo Stato del Vaticano, ma in seguito si orientò per lo Stato italiano con la clausola che la collezione fosse integra ed inalienabile da Firenze. Alessandro non perfezionò i termini della donazione prima di morire nel 1955 e la decisione sull'asse ereditario passò ai figli.
Non ci fu accordo tra gli eredi, tra chi voleva proseguire nelle intenzioni paterne e chi voleva invece mantenere la proprietà della collezione, mentre erano in gioco anche enormi interessi economici, legati alla possibile vendita all'estero della collezione. Alla fine si giunse a una situazione giuridica paradossale, che necessitò di un decreto legge ad hoc, firmato dal presidente della repubblica Giuseppe Saragat. Per ottenere dalla famiglia una parte della collezione a titolo di donazione gratuita (da destinare ai musei di Firenze), si autorizzava ad esportare tutto il resto, togliendo il vincolo di esportazione, derivante dallo straordinario interesse artistico, per dodici anni a partire dall'11 marzo 1969. "Un errore colossale", come ebbe a definirlo lo storico dell'arte Federico Zeri, amico e consulente del Contini, alludendo anche alle trattative che seguirono la commissione di storici dell'arte che si era riunita con lo scopo di aggiudicarsi le opere ritenute più adatte a colmare eventuali lacune nelle raccolte statali fiorentine: all'interno della commissione operarono alcune delle più eminenti personalità cattedratiche dell'epoca (Roberto Longhi, Bruno Molajoli, N. Fiocco, N. Castelfranco, Mario Salmi, F. Rossi, G. Pozzi, Ugo Procacci e Piero Bargellini).
La commissione selezionò trentacinque opere pittoriche sulle 148 dichiarate dagli eredi come collezione completa (in realtà il contesto complessivo prevedeva 1066 oggetti fra dipinti, disegni, sculture, maioliche, mobilio e opere d'arte contemporanea). Alcuni dei più significativi capolavori presenti nella collezione furono esclusi dalla lista a favore di altre opere. In questo modo, si venne a trovare sul mercato internazionale una quantità di opere che furono contese dai maggiori collezionisti e istituti stranieri (fu il caso della Natura morta di Zurbaran ora a Pasadena): questi fatti fecero emergere ripensamenti da parte delle autorità, al punto che si intervenne con interrogazioni parlamentari e con provvedimenti giudiziari nei confronti degli eredi e della commissione di esperti, dando luogo a un iter complesso.
Secondo la pubblica accusa, la mancata segnalazione alle autorità della vendita all'estero delle opere da parte degli eredi Contini Bonacossi impediva di fatto alle sovrintendenze l'esercizio del diritto di prelazione dello Stato, venendo pertanto configurata un'omissione di atti d'ufficio. In seconda battuta, i Contini Bonacossi avrebbero esportato le opere a prezzi enormemente superiori a quelli stimate dalle sovrintendenze, trattenendo all'estero la differenza. In realtà, tutte le accuse caddero o per assoluzione, per prescrizione dei termini o per depenalizzazione dei reati valutari. Grazie ai decreti emanati vent'anni prima, la famiglia ottenne anche in primo grado il sequestro delle opere ora esposte a Firenze, proprio per il blocco delle esportazioni che la legge del '69 offriva loro come clausola imprescindibile alla donazione.

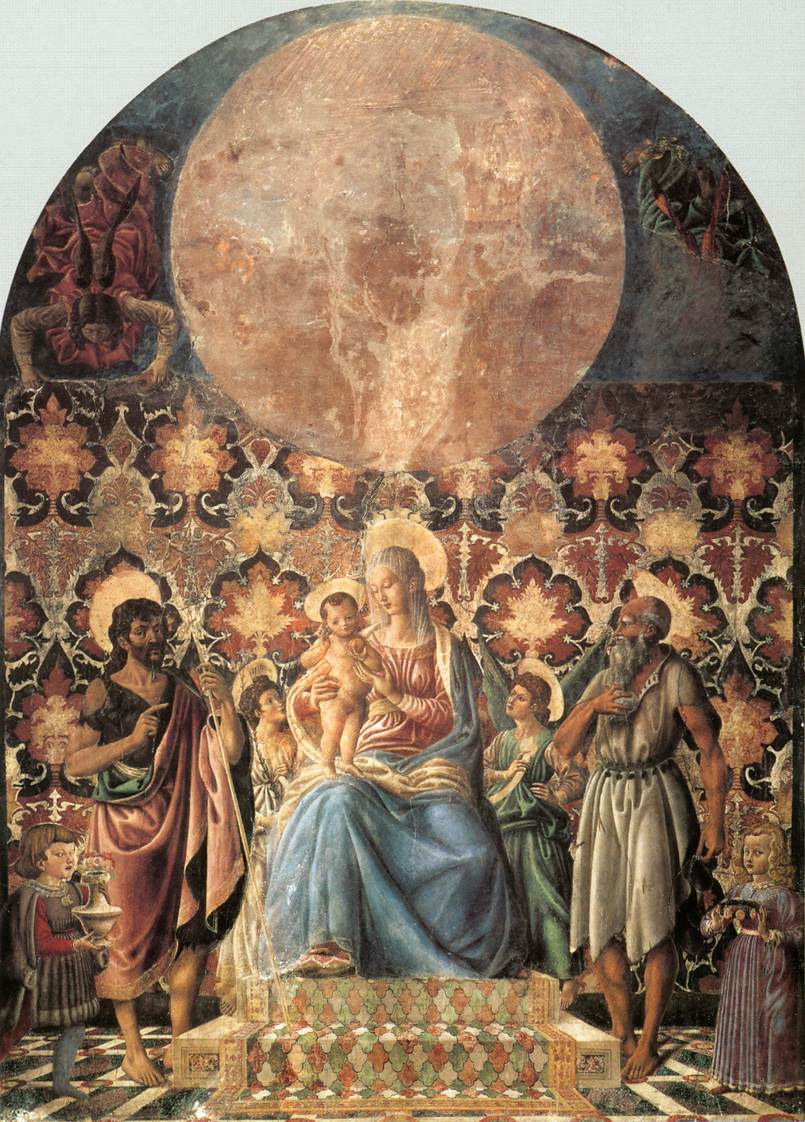
Madonna di casa Pazzi, di Andrea del Castagno

La collezione fu depositata a lungo nella palazzina della Meridiana di palazzo Pitti, finché a metà degli anni novanta, su diretto interesse dell'allora ministro dei beni culturali Walter Veltroni, fu iniziato il trasferimento in un ambiente della soprintendenza in via Lambertesca, confinante con gli Uffizi, con apertura al pubblico gratuita ma solo su prenotazione. Dal 1º marzo 2018, per il diretto interessamento di Eike Schmidt, la collezione è stata integrata nel normale percorso museale degli Uffizi (ex-sale "blu" o degli stranieri)

## Polemiche successive
La vicenda della collezione si trascinò con strascichi polemici. André Malraux scrisse come fosse ormai impossibile pensare che un Piero della Francesca potesse mai più entrare al Louvre, non tenendo evidentemente conto della provvidenzialità delle autorità italiane che ne autorizzarono le esportazioni di due.
Gli atteggiamenti successivi delle autorità verso questa vicenda e la collezione stessa sono ambigui. Da un lato, a distanza di pochi anni dal decreto Saragat, alcune opere escluse dalla commissione ministeriale sono state acquistate sul mercato antiquario dallo stesso Stato italiano ma non ricongiunte al resto della collezione. Fra queste la Santa monaca con due fanciulle di Paolo Uccello, la Susanna del Lotto, il Cristo risorto di Tiziano, o la Santa Caterina d'Alessandria di Raffaello. In tutti questi casi, la targhetta dell'opera recita sempre "Galleria degli Uffizi" e mai "Collezione Contini Bonacossi". Dall'altro, la sovrintendenza dei poli museali fiorentini, in un saggio in merito alla questione dell'eredità Bardini (per cui i musei fiorentini si trovarono nell'eccezionale condizione di disporre di una cifra molto elevata, circa 33 miliardi, per l'acquisto di opere da destinare all'incremento delle collezioni fiorentine), nella persona di Cristina Acidini escludeva qualsiasi acquisto dei "...dipinti già appartenuti alla collezione fiorentina Contini Bonacossi per la quale nel 1969 era stato concesso il permesso di esportazione, che, se accolti nell'acquisto Bardini, sarebbero tornate a Firenze a caro prezzo, solo pochi anni dopo che una commissione di tecnici aveva giudicato che essi non costituissero un arricchimento indispensabile dei musei statali della città".
Similmente, dopo lo scioglimento dei termini previsti dal decreto Saragat, alcune opere vennero dichiarate di particolare interesse storico artistico con nuovo decreto ministeriale come Ritratto di dama col liuto attribuito al Bacchiacca, Ritratto di giovane del Jacometto Veneziano o la Chiamata di sant'Andrea del Barocci rimanendo pertanto nel mercato antiquario italiano con vincolo all'esportazione.

## Elenco delle opere acquisite nel 1969
Della collezione attualmente sono esposti 38 pezzi di mobilio antico, 48 maioliche d'epoca, 11 grandi robbiane raffiguranti vari stemmi, e soprattutto una notevole serie di opere di scultura e pittura.

### Dipinti (35)
- Sassetta, Pala della Madonna della Neve (1432 circa)
- Andrea del Castagno, Madonna di casa Pazzi (1445 circa)
- Bramantino, Madonna col Bambino e otto santi (1525 circa)
- Ugolino di Nerio, Trittico della Madonna col Bambino e i santi Pietro e Paolo
- Giovanni di Francesco, Madonna in trono col Bambino e due teste d'angelo
- Paolo Veneziano, Due storie di san Nicola di Bari (1346 circa)
- Defendente Ferrari, Madonna che allatta il Bambino
- Bernardo Zenale, due scomparti del Polittico di Sant'Anna (1490 circa)
- Francesco Morone (attr.)
  - Angelo annunziante
  - Vergine annunciata
- Boccaccio Boccaccino
  - San Matteo
  - San Giovanni evangelista
- Vincenzo Catena, Cena in Emmaus
- Veronese, Ritratto di Iseppo da Porto col figlio Adriano
- Savoldo, Maria Maddalena
- Jacopo Bassano, Madonna col Bambino e san Giovannino
- Cima da Conegliano, San Girolamo nel deserto (1500 circa)
- Giuseppe Maria Crespi, Sguattera
- El Greco (attr. o seguace), Lacrime di san Pietro
- Francisco Goya, Torero (1800 circa)
- Francisco de Zurbarán, Sant'Antonio Abate
- Diego Velázquez (attr.), Acquaiolo di Siviglia
- Giovanni Bellini, San Girolamo (1479 circa)
- Duccio di Buoninsegna (attr.), Madonna col Bambino
- Giovanni del Biondo, Altare di san Giovanni Battista (1360 circa)
- Giovanni Antonio Boltraffio, Ritratto del poeta Casio
- Agnolo Gaddi, Madonna col Bambino e i santi Benedetto, Giovanni evangelista e Miniato
- Francesco Francia, San Francesco
- Maestro delle storie di Isacco, Madonna col Bambino e due santi (1310 circa)
- Cimabue (e bottega), Maestà con i santi Francesco e Domenico
- Tintoretto
  - Ritratto d'uomo con pelliccia
  - Venere e Adone
  - Minerva e Aracne

### Sculture (12)
- Bambaia
  - Fama
  - San Francesco
  - Santa Caterina d'Alessandria
- Gian Lorenzo Bernini, San Lorenzo sulla graticola (1617)
- Pietro Bracci, Busto di papa Benedetto XIII
- Domenico di Niccolò
  - Angelo annunziante
  - Vergine annunciata
- Scuola fiorentina
  - Madonna col Bambino e due santi (XIV secolo)
  - Busto di Bianca Cappello (1550-1600 circa)
  - Busto di Ludovico da Verrazzano (1650 circa)
- Scuola lombarda (attr. anche a Giovanni Antonio Amadeo), Flagellazione di Cristo (1490 circa)
- Scuola lombarda, Evangelista (1490 circa)

## Opere rifiutate
Un elenco incompleto delle maggiori opere della collezione disperse e conservate in altra sede.
- Giovanni Bellini
  - Crocifissione, 1470 circa, Parigi, Louvre[10]
  - Ritratto di Jörg Fugger, 1474, Pasadena, Norton Simon Foundation
  - Madonna col Bambino, 1475-1480 circa, Carzago di Cavalgese, Museo MarteS[11]
  - Venere allo specchio (con intervento di bottega), 1515 circa, New York, Stanley Moss collection[12]
  - Allegoria pagana, oro graffito su sfondo nero, New York, Stanley Moss collection
- Vittore Carpaccio, Redentore benedicente tra quattro apostoli, 1480-1490 circa, collezione privata
- Vincenzo Catena, Adorazione dei pastori, 1529 circa, Metropolitan Museum, New York
- Jacopino del Conte, Madonna con Bambino, San Giovannino e Sant’Elisabetta, 1540 circa, Washington, National Gallery of Art
- Defendente Ferrari, Adorazione dei Re Magi, 1520 circa, Los Angeles, Getty Museum
- Gaudenzio Ferrari, Nascita di Maria Vergine, 1541-1543, acquistata dallo Stato per la Pinacoteca di Brera
- Vincenzo Foppa, Madonna col Bambino e un angelo (Foppa), 1479-80, Firenze, Galleria degli Uffizi (acquistata dallo Stato, non compresa nel lascito)
- Fra Bartolomeo, Sacra famiglia, 1497 circa, Los Angeles, LACMA
- Orazio Gentileschi, Madonna col Bambino, 1616 circa, Cambridge (Massachusetts), Fogg Art Museum[13]
- Giovanni da Milano, Cristo in trono adorato da angeli, 1371 circa, Milano, Pinacoteca di Brera
- Francisco de Goya
  - La famiglia dell'Infante Don Luis di Borbone, 1783-1784, Traversetolo, Fondazione Magnani Rocca[14]
  - Sant’Ambrogio, 1797 circa, Cleveland, Cleveland Museum of Art
- El Greco
  - Annunciazione, 1576 circa, Madrid, Museo Thyssen-Bornemisza
  - Manusso Theotokopoulos, 1603-1604, Pasadena, Norton Simon Foundation
  - San Domenico in preghiera, 1580-1585, collezione privata[15]
- Lorenzo Lotto
  - Madonna col Bambino tra i santi Rocco e Sebastiano, 1522 circa, Ottawa, National Gallery of Canada
  - Susanna e i vecchioni, 1517 circa, Firenze, Galleria degli Uffizi (acquistata dallo Stato, non compresa nel lascito)
- Maestro della Santa Cecilia, Madonna col Bambino, 1290 circa, Los Angeles, Getty Museum
- Giovan Battista Moroni, Ritratto di uomo anziano, 1575, Pasadena, Norton Simon Foundation
- Paolo Uccello, Santa monaca con due fanciulle, 1435 circa, Firenze, Uffizi (acquistata dallo Stato, non compresa nel lascito)
- Piero della Francesca, attribuiti
  - Madonna col Bambino, 1440 circa, tempera su tavola, 53x41 cm, collezione Alana, Delaware, Stati Uniti
  - Ritratto di Sigismondo Pandolfo Malatesta, 1451 circa, Parigi, Louvre
- Pontormo, Autoritratto, 1520 circa, La Spezia, Museo Amedeo Lia[16]
- Raffaello
  - Santa Maria Maddalena, 1504 circa, collezione Alana, Delaware, Stati Uniti
  - Santa Caterina d'Alessandria, 1504 circa, Urbino, Galleria Nazionale delle Marche[17]
- Giovanni Gerolamo Savoldo
  - Pastore con flauto, 1540 circa, Los Angeles, Getty Museum[18]
  - Ritratto di giovane flautista, 1519, Brescia, Pinacoteca Tosio Martinengo
- Giovan Battista Tiepolo
  - Allegoria nuziale di casa Cornaro, 1740 circa, Canberra, National Gallery of Australia
  - Trionfo della Virtù sull'Ignoranza, 1740-1750, Pasadena, Norton Simon Foundation[19]
- Domenico Tintoretto, Ritratto d'uomo, donazione (2002) degli eredi Contini Bonacossi al Museo Poldi Pezzoli di Milano
- Jacopo Tintoretto
  - Assedio di Asola, 1544-1545 circa, collezione privata
  - Allegoria della Musica, 1558 circa, New York, Stanley Moss collection
  - Moltiplicazione dei pani e dei pesci, 1560 circa, New York, Stanley Moss collection
- Tiziano
  - Riposo durante la fuga in Egitto, 1509 circa, collezione privata
  - Cristo risorto, 1511 circa, Firenze, Uffizi (acquistata dallo Stato, non compresa nel lascito)
  - Ultima Cena (attr.), Firenze, Uffizi (acquistata dallo Stato, non compresa nel lascito)
- Diego Velázquez
  - Ritratto di gentiluomo (attr.), 1629 circa, Città del Messico, Museo Soumaya
  - Natura morta (attr.), Firenze, Uffizi (acquistata dallo Stato, non compresa nel lascito)
  - Ritratto di cavaliere (attr.), Firenze, Uffizi (acquistata dallo Stato, non compresa nel lascito)
- Bartolomeo Vivarini, Polittico con San Giacomo Maggiore, 1490 circa, Los Angeles, Getty Museum
- Francisco de Zurbarán
  - Natura morta con cesto di arance, piatto di cedri e tazza con rosa, 1633, Pasadena, Norton Simon Foundation[20]
  - Nascita della Vergine, 1617 circa, Pasadena, Norton Simon Foundation[21]
  - Sacra famiglia, 1617 circa, Firenze, collezione privata
- Bacchiacca, Ritratto di dama col liuto[22], 1494-1557, collezione privata
- Federico Barocci, Chiamata di sant'Andrea[23], 1535 - 1612, collezione privata
- Jacometto Veneziano, Ritratto di giovane[24], 1472-1497, collezione privata

## Opere contese con il Museo nazionale di Belgrado
Si tratta di otto dipinti appartenenti al nucleo originale della collezione e conservati oggi presso il Narodni Muzej a Belgrado. Sono oggetto di contesa tra lo Stato italiano e quello serbo.
- Tintoretto, Madonna col Bambino
- Tiziano, Ritratto di Cristina di Danimarca
- Vittore Carpaccio, San Sebastiano
- Vittore Carpaccio, San Rocco
- Spinello Aretino, Madonna col Bambino in trono
- Paolo Veneziano, Madonna col Bambino[28]
- Scuola ferrarese, Adorazione del Bambino
- Paolo di Giovanni Fei, Trittico